# Barbara Brighetti
Barbara Brighetti (Cremona, 2 giugno 1966) è una paracadutista italiana.

## Biografia
Ha passato l'infanzia in Kenya; dopo studi in varie parti del mondo, ha conseguito la laurea in Italia specializzandosi in lingue. Ha praticato a livello agonistico vari altri sport; fa parte della Sector No Limits.
Esperta di sport estremi e paracadutista estrema (record femminile di lancio dalla quota di 10900 metri senza respiratore), è stata allieva e amica del campione di paracadutismo Patrick de Gayardon.